# Lotus namulensis
Lotus namulensis är en ärtväxtart som beskrevs av August Brand. Lotus namulensis ingår i släktet käringtänder, och familjen ärtväxter. Inga underarter finns listade i Catalogue of Life.